# Westville (Nova Jérsei)
Westville é um distrito localizado no estado americano de Nova Jérsei, no Condado de Gloucester.

## Demografia
Segundo o censo americano de 2000, a sua população era de 4500 habitantes.
Em 2006, foi estimada uma população de 4458, um decréscimo de 42 (-0.9%).

## Geografia
De acordo com o United States Census Bureau tem uma área de
3,5 km², dos quais 2,5 km² cobertos por terra e 1,0 km² cobertos por água.

## Localidades na vizinhança
O diagrama seguinte representa as localidades num raio de 4 km ao redor de Westville.